# Armeniska revolutionsfederationens museum
Armeniska revolutionfederationens museum (armeniska: Հ. Յ. Դաշնակցութեան պատմութեան թանգարան հիմնադրամ) är ett historiskt museum i Jerevan i Armenien. Det visar Armeniska revolutionsfederationens och Armeniens första republiks historia 1918–1920.
Museet grundades i Paris i Frankrike 1946. Det invigdes i Kristapor Mikaeliancentret i Jerevan 2007.
Museet visar dokument, frimärken och andra föremål, bland annat de dokument som framlades från armeniska sidan inför fredsförhandlingarna i Versailles 1918–1919.